# Autodrome de Most
L'Autodrome de Most (Autodrom Most) est un circuit situé sur la commune de Most, en Ústí nad Labem, République tchèque.

## Histoire
La première course à Most se déroule le 25 mai 1947. Les courses étant de plus en plus populaires, décision fut prise d'édifier un circuit.
La construction du circuit débute en 1978, l'emplacement choisi est situé sur le territoire d'une ancienne décharge d'une mine. Le site actuel comprend d'ailleurs un lac. Ce nouveau circuit est inauguré en 1983 lors de l'épreuve Interserie disputée le 14 août.
En 1995, le circuit passe sous l'administration de l'entreprise. R. O. Autodrom.
Quatre années plus tard, il accueille pour la première fois le championnat d'Europe de courses de camions. Il accueille toujours ce championnat en 2017.
En 2001, le circuit accueille l'European Le Mans Series. Ce sera la seule et unique fois que ce championnat viendra sur le circuit.
Le 9 octobre 2021, le circuit accueille les 6 Heures de Most comptant pour le championnat du monde d'Endurance moto.

## Infrastructures

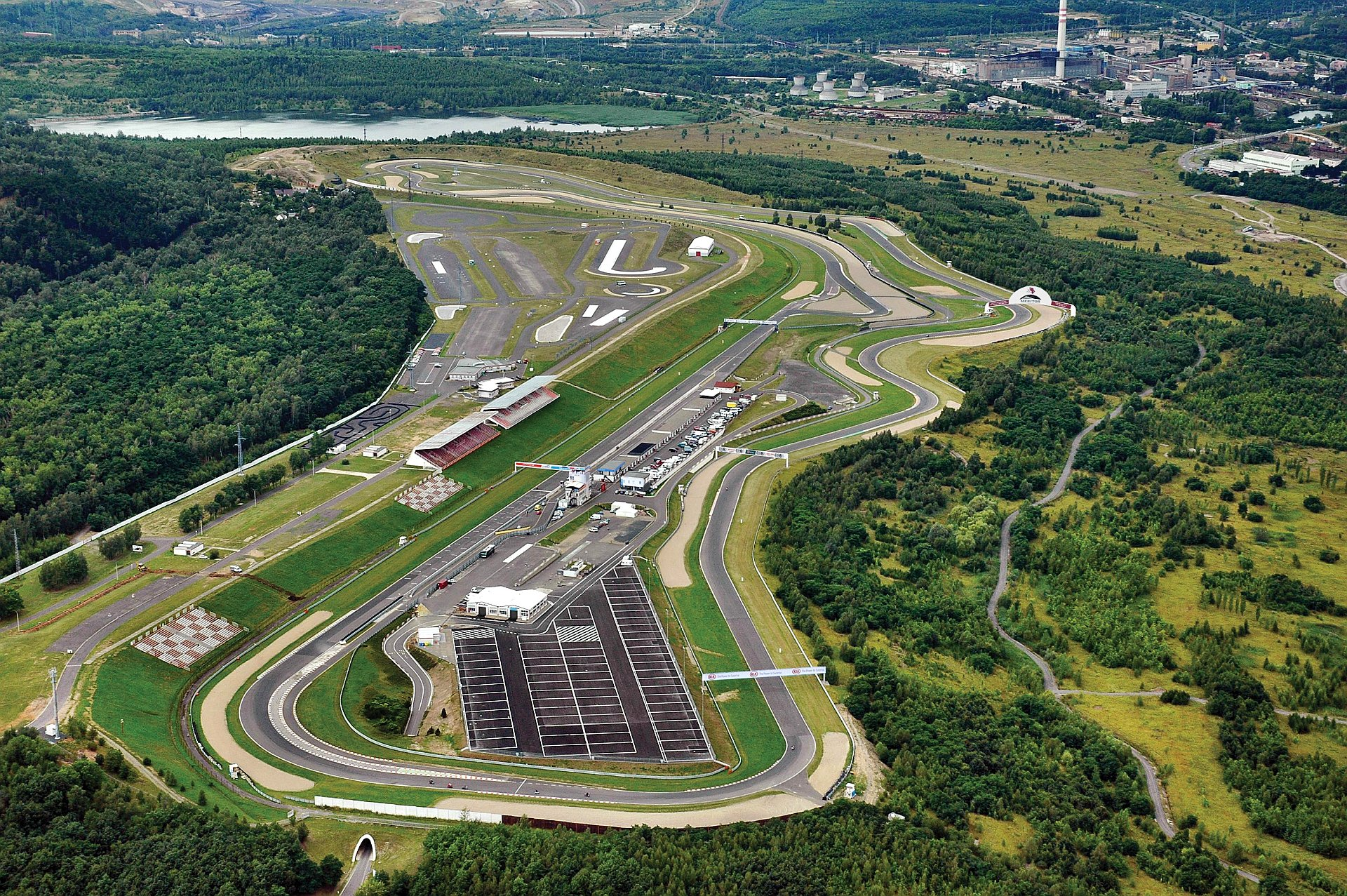
Vue aérienne du tracé.

Le tracé comprend un nombre élevé de virages, à savoir 21 (9 à gauche et 12 à droite), en regard de sa longueur, qui s'élève à 4,212 km. Il comporte également une ligne droite de 800 m.
Deux tribunes couvertes font face aux stands, ainsi que deux non couvertes. Leur emplacement permet de voir une partie importante du tracé.
Une piste d'essais est accolée au circuit.
Le site également est utilisé pour des stages de pilotage, par exemple pour les conducteurs de forage, camions de pompiers, d'ambulances et de voitures de police, ainsi que pour l'exercice des conducteurs dans des situations d'urgence.

## Événements
Le circuit est principalement connu pour accueillir chaque année début septembre le Championnat d'Europe de courses de camions. Il n'accueille pas d'autres événements d'envergure du fait de la concurrence avec le circuit de Masaryk, lui aussi implanté en République tchèque.
Par le passé, il a accueilli le Championnat d'Allemagne de Formule 3 et la Formule LO.
Devant 125 000 spectateurs, pour la plupart venus de l'autre côté du rideau de fer, le circuit de Most fête ses 10 ans d'Intersérie en 1988,.
En avril 2018, le circuit accueille une manche de l'ADAC GT Masters (championnat GT allemand).
Depuis 2021, le circuit accueille une manche du championnat du monde de Superbike.

## Galerie

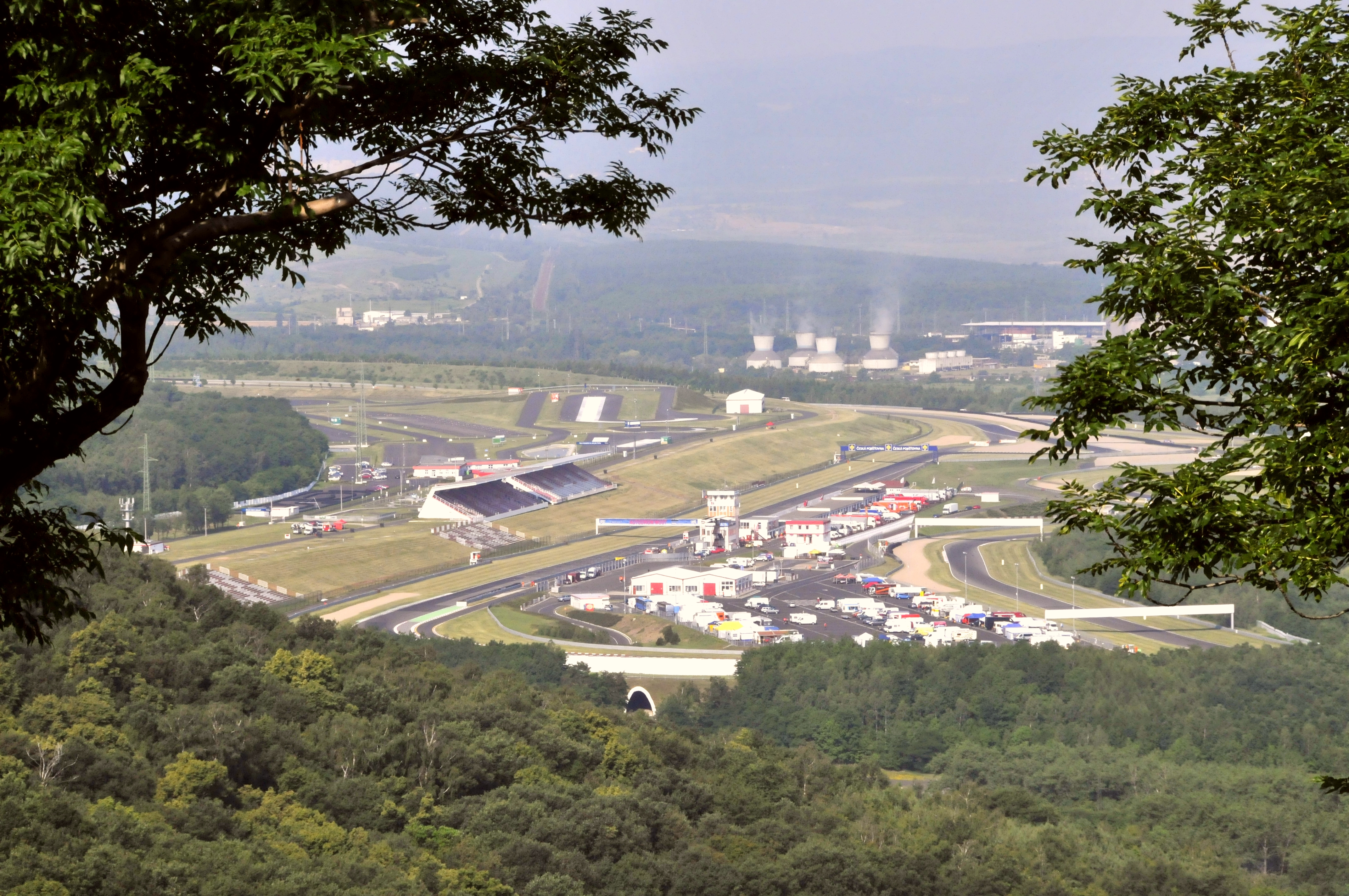
Vue lointaine du circuit.
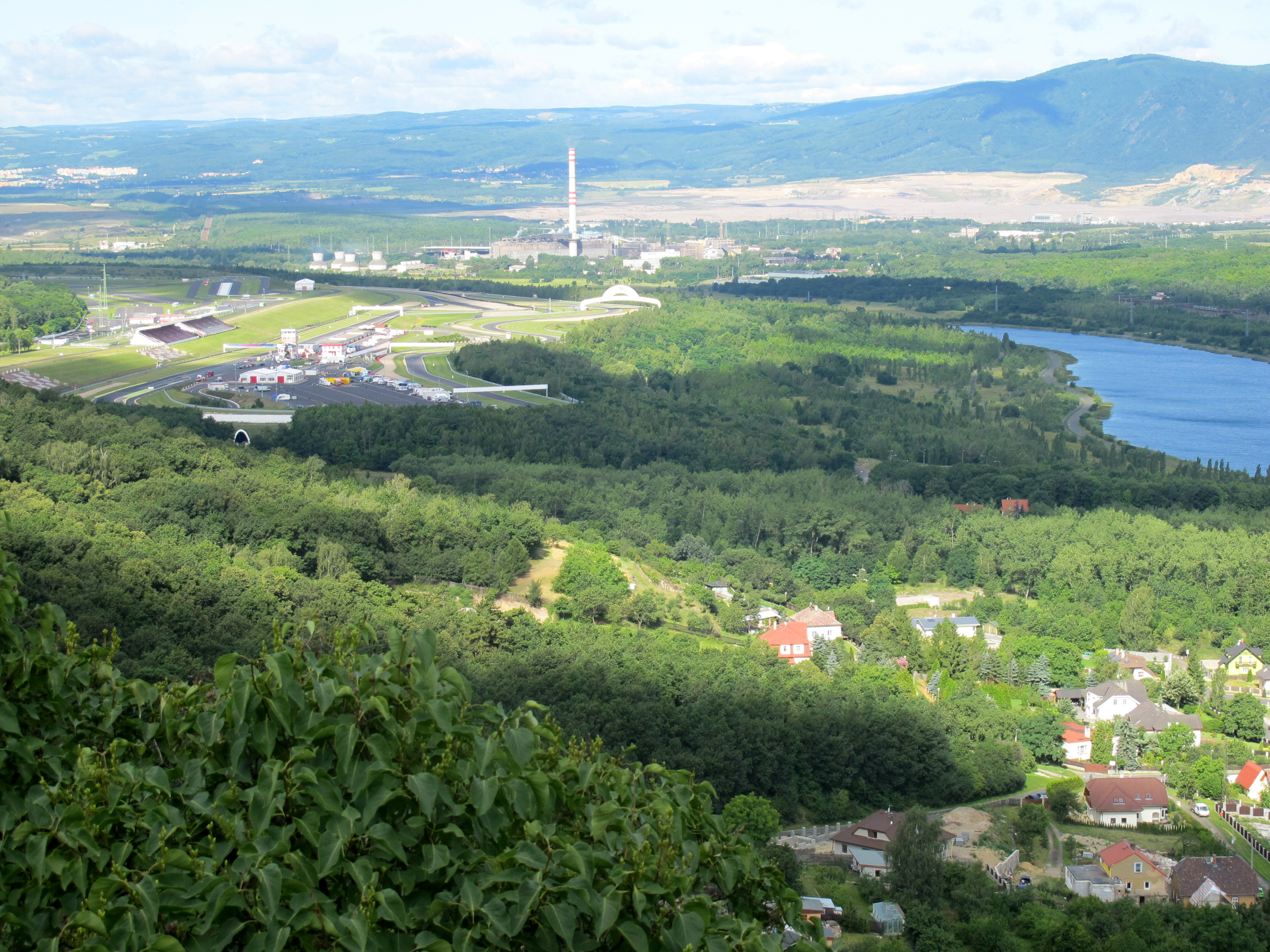
Vue du circuit depuis les hauteurs alentour.
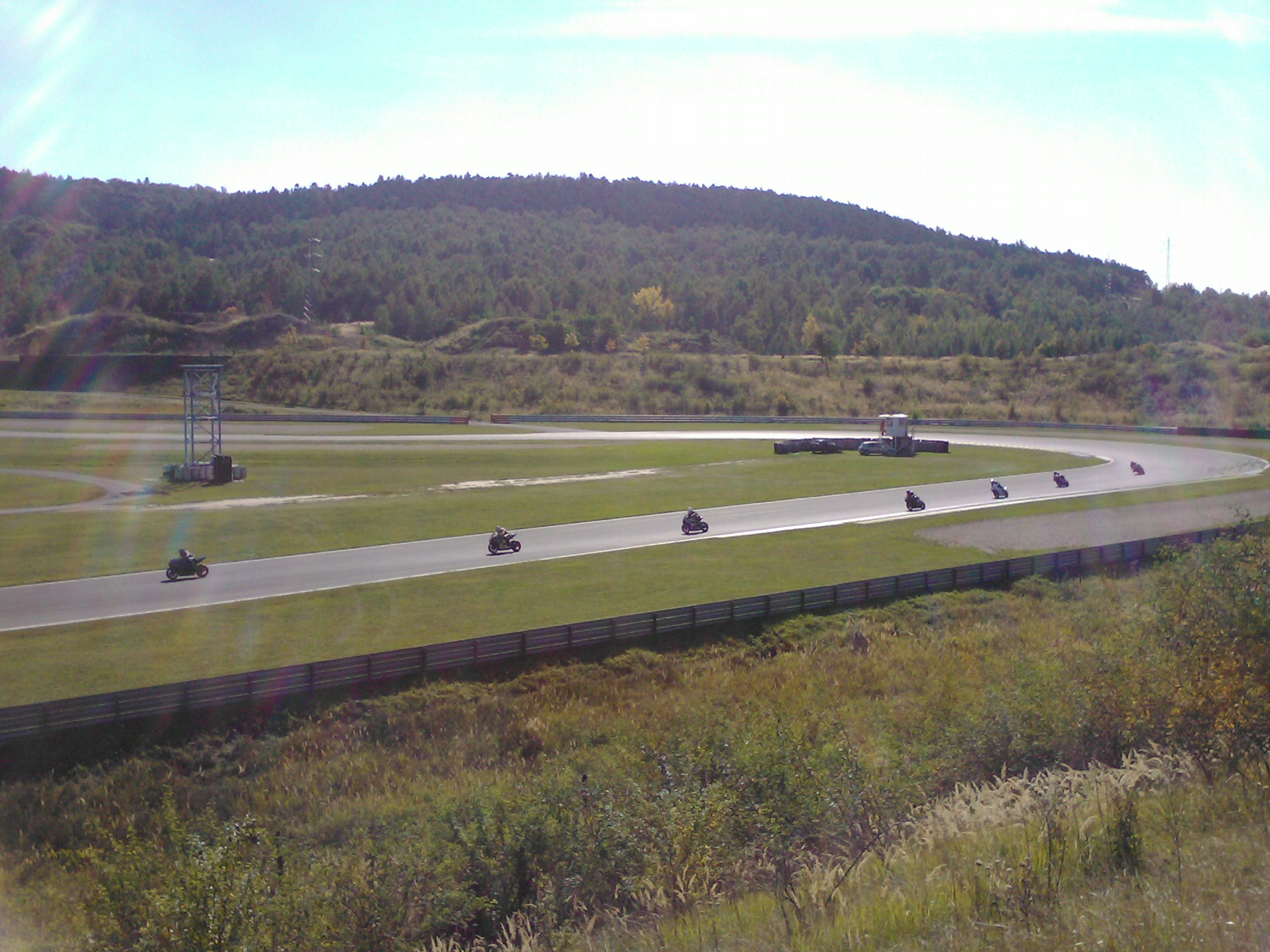
Vue du bord de piste.
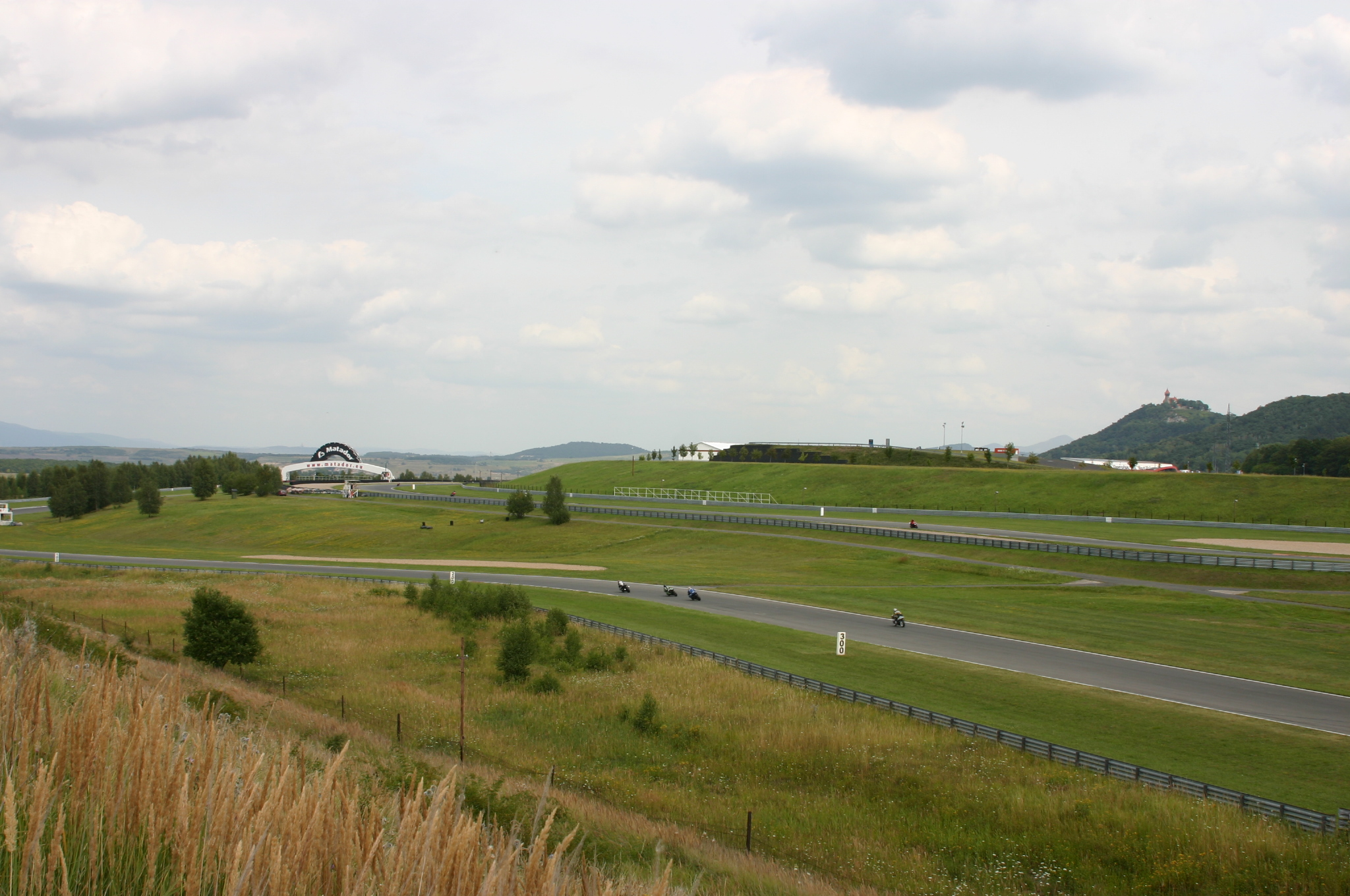
Autre vue du bord de piste.